# Bedetæppe
Bønnen i religionen islam kan i princippet foregå alle steder i hele verden, hvis bare den bedende har et bedetæppe med sig som kan angive bederetningen og desuden sikre at grunden den bedende beder på er hygiejnisk rent.
I moskeen opstiller de bedende sig på rækker på deres bedetæpper, stadig med front mod Mekka.
| Islam | Spire Denne islamartikel er en spire som bør udbygges. Du er velkommen til at hjælpe Wikipedia ved at udvide den. |